# Garry Pagel
Pour les articles homonymes, voir Pagel.
Pas d'image ? Cliquez ici

a Compétitions nationales et continentales officielles uniquement.

b Matchs officiels uniquement.
Dernière mise à jour le 27 décembre 2024.
Garry Pagel, né le 17 septembre 1966 à King William's Town (Afrique du Sud), est un ancien joueur de rugby à XV sud-africain qui a joué avec l'équipe d'Afrique du Sud entre 1995 et 1996. Il joue au poste de pilier (1,87 m pour 117 kg).

## Biographie
Garry Pagel se fait remarquer avec son équipe de la Western Province lors d'un match de la tournée du XV de France en 1993 en labourant le visage de Jean-François Tordo dans un regroupement, blessure qui valut 51 points de suture et des opérations de reconstruction faciale au capitaine français. Ce geste lui a valu une suspension de six mois.
Il joue son premier test match avec les Springboks le 25 mai 1995 à l'occasion d'un match contre l'équipe d'Australie (victoire 27-18). International à cinq reprises, il fait partie de l'équipe qui remporte la Coupe du monde 1995. 
Il termine sa carrière par quatre saisons en Angleterre pour les Northampton Saints, avec qui il remporte la Coupe d'Europe en 2000.
Il est devenu fermier après sa carrière.

## Palmarès

### En équipe nationale
- 5 sélections
- Sélections par saisons : 4 en 1995, 1 en 1996.
- Vainqueur de la Coupe du monde 1995 : 4 matchs disputés (Australie, Roumanie, Canada, Nouvelle-Zélande).

### En club
- Vainqueur de la Currie Cup en 1997 avec la Western Province.
- Vainqueur de la Coupe d'Europe en 2000 avec les Northampton Saints.